# ノーリ
ノーリ(伊: Noli)は、イタリア共和国リグーリア州サヴォーナ県にある、人口約2,600人の基礎自治体（コムーネ）。

## 地理

### 位置・広がり

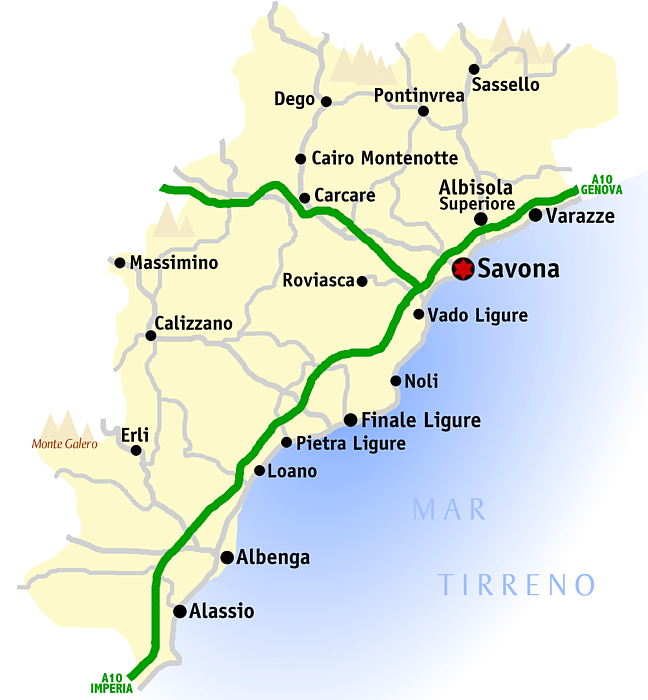
サヴォーナ県概略図

サヴォーナ県中部のコムーネである。

#### 隣接コムーネ
隣接するコムーネは以下の通り。
- フィナーレ・リーグレ
- スポトルノ
- ヴェッツィ・ポルティオ

### 地震分類
イタリアの地震リスク階級 (it) では、3 に分類される
。

## 文化・観光
「イタリアの最も美しい村」クラブ加盟コムーネである。

## 姉妹都市
- Langenargen、ドイツ 2005年